# لینو بانفی
لینو بانفی (ایتالیایی: Lino Banfi؛ زادهٔ ۹ ژوئیه ۱۹۳۶) بازیگر، فیلم‌نامه‌نویس و مجری ایتالیایی است که از سال ۱۹۶۰ تاکنون در بیش از ۱۰۰ فیلم بازی کرده‌است.

## زندگی‌نامه
او در شهر آندریا زاده شد و در سن ۳ سالگی به ‌کانوسا دی پولیا نقل مکان کردند.
لینو بانفی یکی از مشهورترین بازیگران ایتالیا در ژانر کمدی سکسی سبک ایتالیایی در سال‌های دهه ۱۹۷۰ است و در دهه ۱۹۸۰ او به اوج شهرت خود رسید. وی در طول دوران فعالیتش تقریباً تمام شخصیتهای بانفی با تلفظ متمایز از لهجه باری صحبت می‌کنند. لینو و همسرش در سال ۱۹۶۲ با هم ازدواج کردند که حاصل آن دو بچه به نام‌های والتر و رزآنّا است. رزآنا بانفی همچنین یک بازیگر است. در سال ۲۰۰۰ میلادی، لینو بانفی سفیر حسن نیت برای کمیته ملی ایتالیا در یونیسف می‌شود.

## گزیدهٔ نقش‌آفرینی‌ها
- یک پزشک در خانواده (۲۰۱۶–۱۹۹۸)
- تابستانی کنار دریا (۲۰۰۸)
- چیزهایی برای ثروتمندان (۱۹۸۷)
- فروشگاه بزرگ (۱۹۸۶)
- مأموران آتش‌نشانی (۱۹۸۵)
- مربی در ساحل (۱۹۸۴)
- چشم، چشم بد، جعفری و رازیانه (۱۹۸۳)
- بیا جلو، ابله (۱۹۸۲)
- با ببرها بازی نکنید (۱۹۸۲)
- کروسان با خامه (۱۹۸۱)
- اسپاگتی در نیمه‌شب (۱۹۸۱)
- عالیجناب با معشوقه‌اش زیر تخت (۱۹۸۱)
- دانش‌آموز رفوزه به آقای مدیر چشمک زد (۱۹۸۰)
- شکر، عسل و فلفل (۱۹۸۰)
- همسر سفیدپوش… عاشق آتشین‌مزاج (۱۹۸۰)
- همسر در سفر… دل‌داده در شهر (۱۹۸۰)
- خانم معلم و همه کلاس در ساحل (۱۹۸۰)
- دختر دبیرستانی، شیطان و آب مقدس (۱۹۷۹)
- چگونه معلم‌تان را از راه بدر کنید (۱۹۷۹)
- خانم پرستار در تیمارستان نظامی (۱۹۷۹)
- پرستار شب (۱۹۷۹)
- شنبه، یکشنبه و جمعه (۱۹۷۹)
- یک پلیس زن در جوخه هرزه‌ها (۱۹۷۹)
- خانم معلم با همه کلاس… می‌رقصد (۱۹۷۹)
- معلم مدرسه در خانه (۱۹۷۸)
- دخترک سرباز در مانورهای بزرگ نظامی (۱۹۷۸)
- خانم معلم به دبیرستان پسرانه می‌رود (۱۹۷۸)
- دختر دبیرستانی در کلاس رفوزه‌ها (۱۹۷۸)
- هم‌کلاسی (۱۹۷۷)
- خانم صاحبخانه (۱۹۷۶)
- امور خانوادگی (۱۹۷۶)
- تپانچه‌های پُر (۱۹۷۵)
- عشاق و دیگر وابستگان (۱۹۷۴)
- سوداگر (۱۹۷۴)
- بوکاچو (۱۹۷۲)
- چیچو و فرانکو در سال اختلاف نظر (۱۹۷۰)
- خاطرات یک اپراتور تلفن (۱۹۶۹)
- با صدای لوپارا (۱۹۶۷)
- ببخشید، موافقید یا مخالف؟ (۱۹۶۶)
- خیانت به سبک ایتالیایی (۱۹۶۶)
- دو مافیا علیه پنجه‌طلایی (۱۹۶۵)